# 1154.
◄ | 11. stoljeće | 12. stoljeće | 13. stoljeće | ►
◄ | 1120-ih | 1130-ih | 1140-ih | 1150-ih | 1160-ih | 1170-ih | 1180-ih | ►
◄◄ | ◄ | 1151. | 1152. | 1153. | 1154. | 1155. | 1156. | 1157. | ► | ►►
Arhitektura • Astronomija • Knjige • Književnost • Kršćanstvo • Medicina • Pravo • Promet • Znanost

## Događaji
- 4. prosinca – Nikolas Breakspear postao je papa pod imenom Hadrijan IV., prvi i do danas jedini Englez na tom položaju. On je godinu dana kasnije okrunio Friedrika I. Barbarossu za rimsko-njemačkog cara, ali je ubrzo došao s njim u konflikt, kad je Friedrik pokušao ojačati svoju moć u odnosu na Rim.

## Smrti
- 3. prosinca – Anastazije IV., papa

## Vanjske poveznice
|  | Zajednički poslužitelj ima još gradiva o temi 1154. |